# Parque nacional Una
El Parque nacional Una (en bosnio: Nacionalni park Una) es un área protegida que se estableció en 2008, alrededor de la cuenca alta del río Una, y del río Unac. Se trata del parque nacional de más reciente creación en el país europeo de Bosnia y Herzegovina y uno de los tres únicos 3 parques nacionales existentes allí hasta ahora. El principal objetivo del parque es proteger los ríos Una y Unac que lo atraviesan.
Este Parque nacional también es conocido por su biodiversidad, con 30 especies de peces, 130 especies de aves y otros animales, entre ellos el lince, el zorro, el lobo, el oso y el rebeco.
El Área del parque cuenta con mucha riqueza cultural, patrimonios históricos de numerosos sitios arqueológicos que datan muchos de ellos de la época prehistórica. Entre los tesoros históricos de la región se encuentran la fortaleza romana Milančeva Kula, el monasterio de Rmanj y muchas fortalezas medievales como Ostrovica.

## Galería

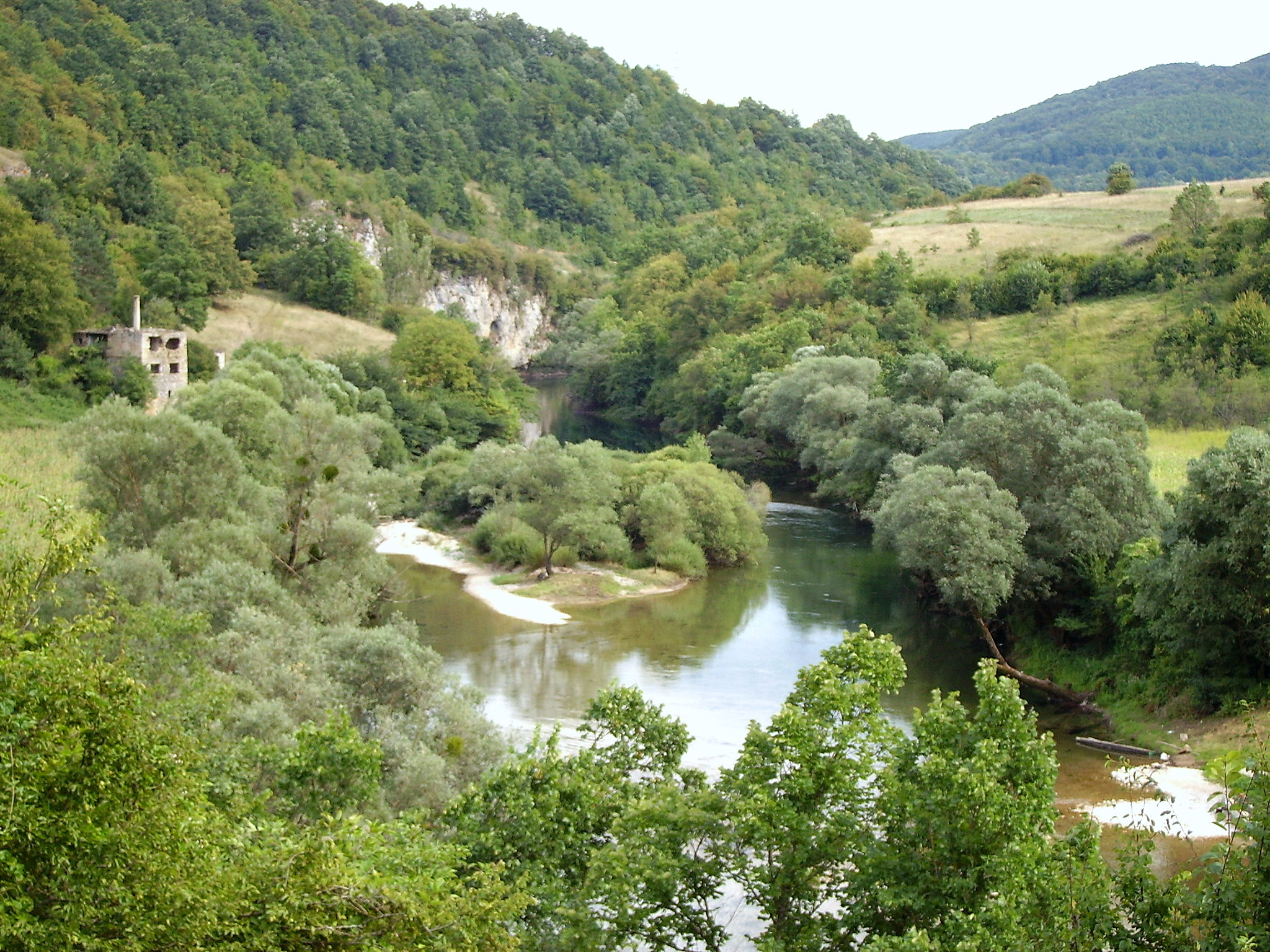
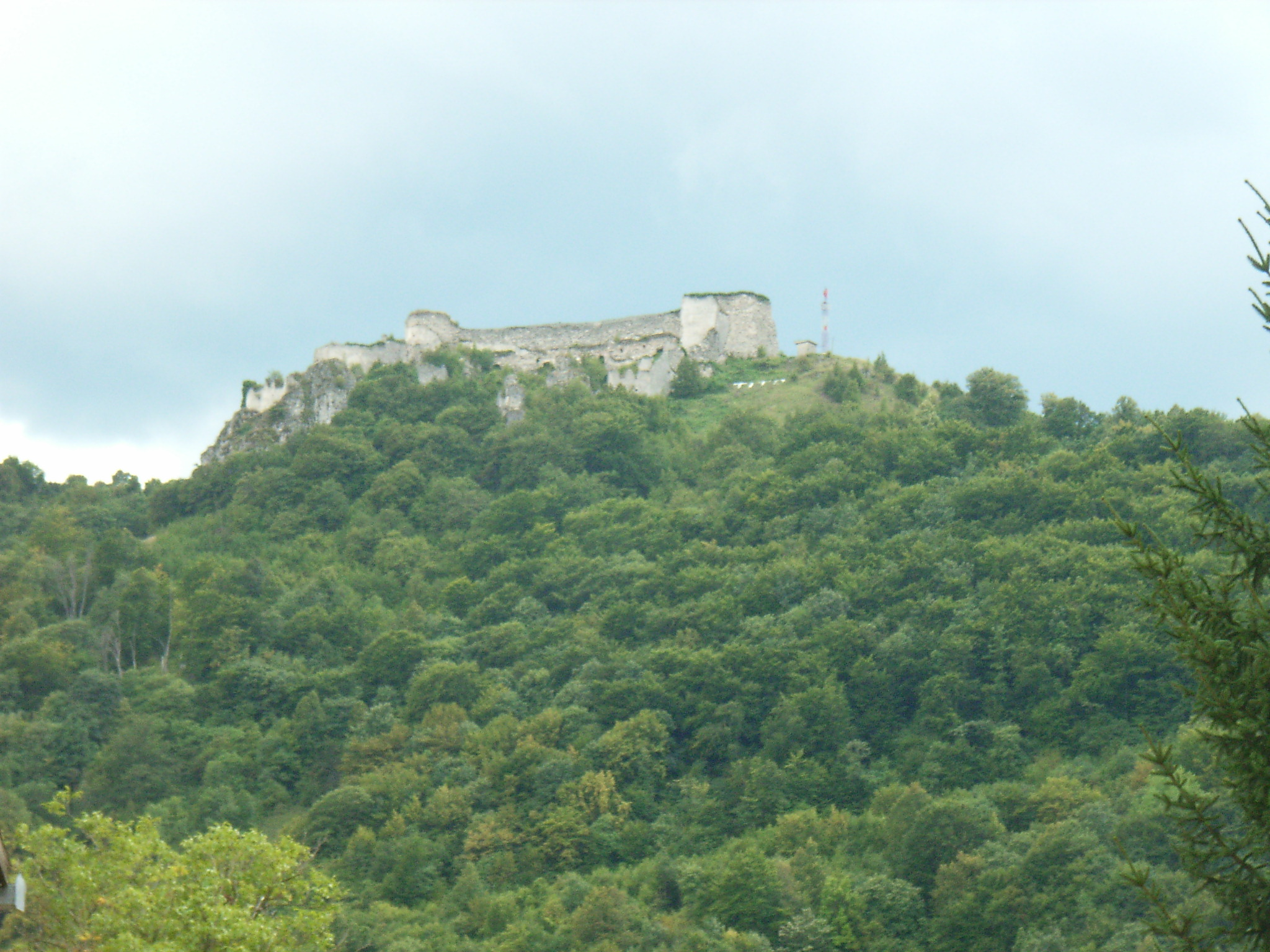
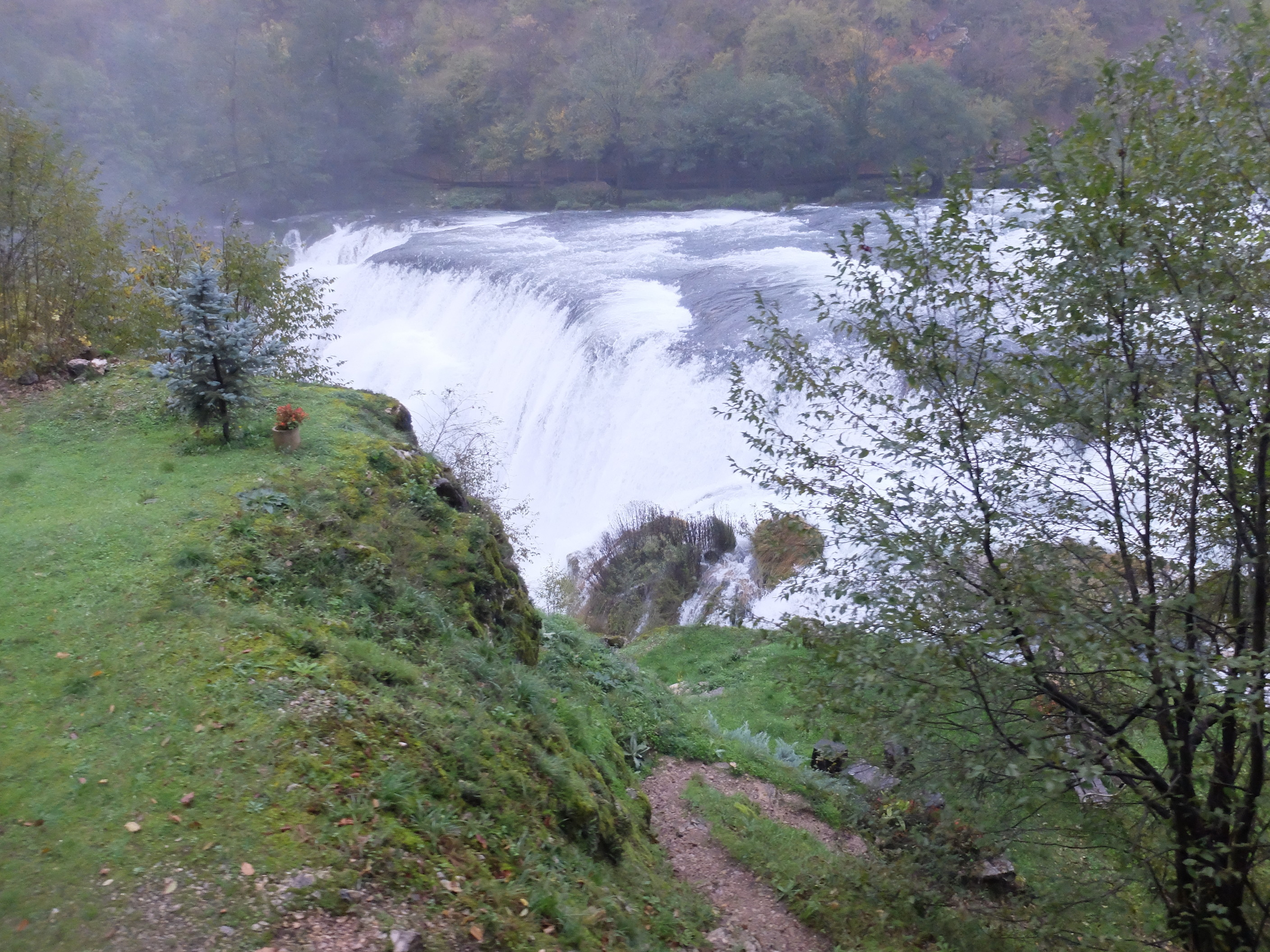
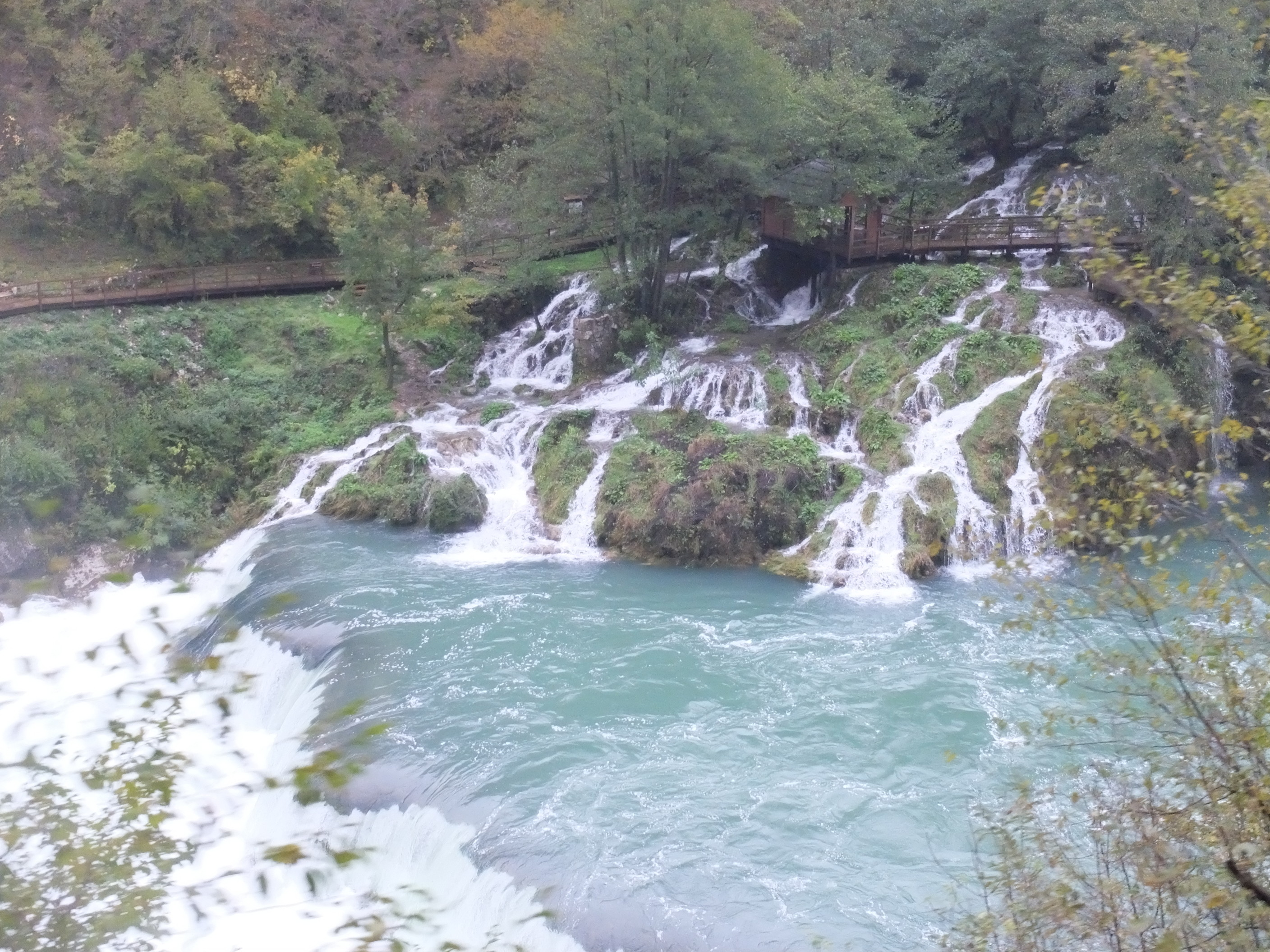
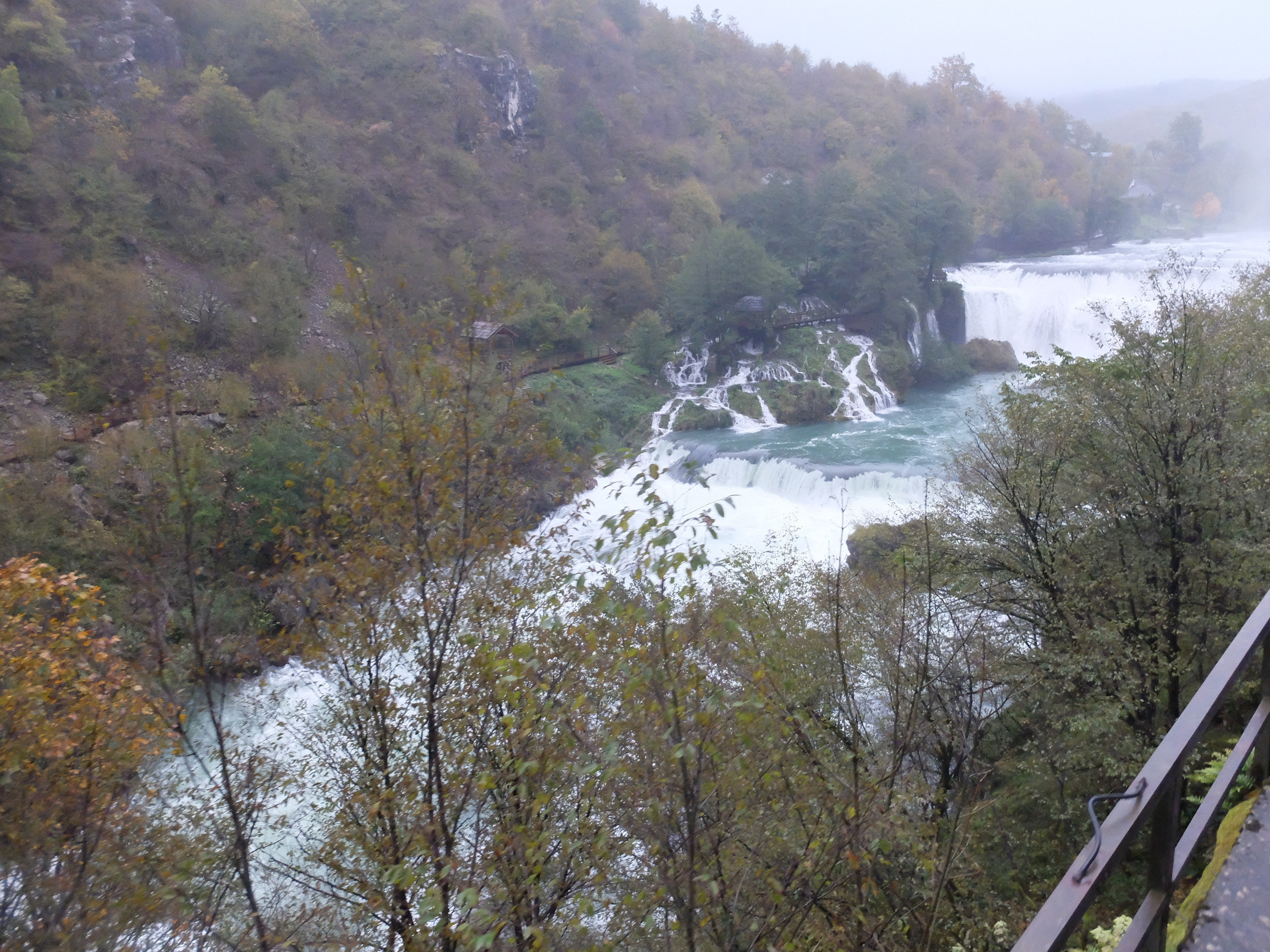